# トロ・ロッソ STR10
トロ・ロッソ STR10 (Toro Rosso STR10) は、スクーデリア・トロ・ロッソが2015年のF1世界選手権参戦用に開発したフォーミュラ1カー。

## 概要
この2015年シーズンには、スクーデリア・トロ・ロッソのビスター事業所が拡充された。
チームは、マックス・フェルスタッペンとカルロス・サインツJr.を獲得し、チームを強化しコンストラクターズ・チャンピオンシップで5位を獲得することを目指した。
同時に、ファエンツァ本部のテクニカル オフィスにも大きく手が入り、レースカーの製造とシーズン中のアップデイト作業に十分耐えうるものとしての整備を受けた。
ビスター事業所のジェームス・キーが率いる英国のエンジニア陣の体制も強化され、アンディ・ル・フレミング、スティーブ・ブース、フィル・アルナボルディ、ブライアン・スプーナー、ルイス・バトラーを獲得し、トリグベ・ランゲンの2015年6月の移籍がさらにこれに続く。
なお前年には、ジョディ・エギントンの移籍があって、即座に車両パフォーマンスの責任者を務めている。
エギントンは、2012年9月、リーフィールドに移転したケータハムF1チームのオペレーション・ディレクターに就任しチーム運営すべてを統括していたが、2014年9月にチームのオペレーション変更があって、60人に及ぶ大量の解雇が発生する。
その直後の同月9月に、STR9の車両パフォーマンスの責任者としてトロ・ロッソに入社するが、同時に解雇されたチーム首脳のグラハム・ワトソンと一緒だった。
エギントンは、2017年11月、副テクニカルディレクターに昇進している。

### ビスターの設計スタッフ
| ジェームス・キー                 | James Key        | テクニカルディレクター                 | レイナード               |                                              | ジョーダン               |
| ベン・ウォーターハウス           | Ben Waterhouse   | 副テクニカルディレクター               | 副テクニカルディレクター | 副テクニカルディレクター                     | 副テクニカルディレクター |
| パオロ・マラビーニ               | Paolo Marabini   | 構造設計責任者                         | 構造設計責任者           | 構造設計責任者                               | 構造設計責任者           |
| マッテオ・ピラチーニ             | Matteo Piraccini | 機械設計責任者                         | 機械設計責任者           | 機械設計責任者                               | 機械設計責任者           |
| フィル・アルナボルディ           | Phil Arnaboldi   | チーフデザイナー(コンセプトデザイン)   | B3 TWR                   | BGP001 プロジェクトリーダー(機械設計)        | ブラウン                 |
| ブレンダン・ギルホーム           | Brendan Gilhome  | 空気力学責任者                         | 空気力学責任者           | 空気力学責任者                               | 空気力学責任者           |
| ベン・マロック                   | Ben Mallock      | 副空気力学責任者                       | 副空気力学責任者         | 副空気力学責任者                             | 副空気力学責任者         |
| ジョディ・エギントン             | Jody Egginton    | 車両パフォーマンス責任者 STR10, STR9   |                          | チーフエンジニア CT03, CT05                  | ケータハム               |
| この年に新規採用とされるスタッフ |                  |                                        |                          |                                              |                          |
| アンディ・ル・フレミング         | Andy le Fleming  | サスペンションとギアボックス設計       | B3 TWR                   | BGP001 (コンポジット, 機械設計)              | ブラウン                 |
| マーク・タサム                   | Mark Tatham      | 機械設計                               | 機械設計                 | 機械設計                                     | 機械設計                 |
| スティーブ・ブース               | Steve Booth      |                                        |                          |                                              |                          |
| フィル・アルナボルディ           | Phil Arnaboldi   | 上記再掲                               | B3 TWR                   | BGP001 プロジェクトリーダー(機械設計)        | ブラウン                 |
| ブライアン・スプーナー           | Brian Spooner    |                                        |                          |                                              |                          |
| ルイス・バトラー                 | Lewis Butler     | 2014.09-2016.12 デザインコンサルタント | B3 TWR                   | チーフデザイナー CT01, CT03, CT05            | ケータハム               |
| ルイス・バトラー                 | Lewis Butler     | 2014.09-2016.12 デザインコンサルタント | B3 TWR                   | マーク・プレストンのチームストレスエンジニア | アロウズ                 |
| トリグベ・ランゲン               | Trygve Rangen    | サスペンションとギアボックス設計       | B3 TWR                   | マーク・プレストンのチームスタッフ           | スーパーアグリ           |

## 記録
| 年   | No. | ドライバー                 | 1   | 2   | 3   | 4   | 5   | 6   | 7   | 8   | 9   | 10  | 11  | 12  | 13  | 14  | 15  | 16  | 17  | 18  | 19  | 得点 | 順位 |
| 年   | No. | ドライバー                 | AUS | MAL | CHN | BHR | ESP | MON | CAN | AUT | GBR | HUN | BEL | ITA | SIN | JPN | RUS | USA | MEX | BRA | ABU | 得点 | 順位 |
| ---- | --- | -------------------------- | --- | --- | --- | --- | --- | --- | --- | --- | --- | --- | --- | --- | --- | --- | --- | --- | --- | --- | --- | ---- | ---- |
| 2015 | 33  | マックス・フェルスタッペン | Ret | 7   | 17† | Ret | 11  | Ret | 15  | 8   | Ret | 4   | 8   | 12  | 8   | 9   | 10  | 4   | 9   | 9   | 16  | 67   | 7位  |
| 2015 | 55  | カルロス・サインツJr.      | 9   | 8   | 13  | Ret | 9   | 10  | 12  | Ret | Ret | Ret | Ret | 11  | 9   | 10  | Ret | 7   | 13  | Ret | 11  | 67   | 7位  |

- 太字はポールポジション、斜字はファステストラップ（key）
- † 印はリタイアだが、90%以上の距離を走行したため規定により完走扱い。